# Crmnica
Crmnica (montenegrinsk kyrilliska: Црмница) är en geografisk region inom kommunen Bar i södra Montenegro och är känd för sitt vin Vranac. Regionen har 1 574 invånare.

### Fotnoter
1. ↑  (2009). Library of Congress Subject Headings. sid. 1898.
2. ↑  Antonio Morata, Iris Loira (2019). Advances in Grape and Wine Biotechnology.